# Джерард Дебрю
 Джерард Дебрю (на френски: Gérard Debreu) е американски икономист от френски произход. Носител на Нобелова награда за икономика през 1983 г. за прилагането на нови аналитични методи в икономическите теории и за стриктното ремормулиране на теорията за общото равновесие.

## Биография
Джерард Дебрю е роден на 4 юли 1921 г. в Кале, Северна Франция. Мести се да живее в САЩ. През юли 1975 г. става пълноправен американски гражданин. Завършва висшето си образование в Париж.
През 1948 г. Дебрю се мести в Щатите. Там работи като професор по икономика в редица университети, като по-известните от тях са Калифорнийският университет в Бъркли и Йейлският университет.
Умира на 31 декември 2004 г. в Париж, Франция на 83-годишна възраст.